# Dubrovački trombunjeri
Dubrovački trombunjeri su povijesna vojna postrojba, po predaji utemeljena 1417. godine. Naoružani posebnim vatrenim oružjem nazvanim trombuni.

## Povijest
Iz šesnaestog stoljeća potječu najraniji povijesni zapisi o bratovštini bombardijera čije je sjedište u to vijeme bila crkva svetog Sebastijana uz Dominikanski samostan gdje je bio smješten i oltar posvećen njihovoj zaštitnici svetoj Barbari. Mnogi trombuni koji su i danas u upotrebi izliveni su 1929. godine u Vinkovcima Trajno su djelovali do Prvog svjetskog rata s prekidima tijekom austrijske vlasti. U novije vrijeme rad su obnovili 1970. godine. Za vrijeme Domovinskog rata za festu svetoga Vlaha 1992.godine, dok je Dubrovnik bio u neprijateljskom okruženju, nisu ispaljivali plotune nego su povorku predvodili s maslinovim grančicama u cijevima trombuna u znak mira.

## Djelovanje
Sudjeluju u svim važnijim događajima u Dubrovniku, a predvode procesiju za dan grada Dubrovnika trećeg veljače svake godine kad se slavi blagdan zaštitnika Grada svetoga Vlaha. Festa svetog Vlaha počinje ispaljivanjem počasnog plotuna na Brsaljama na zapadnom ulazu u grad u ranim jutarnjim satima. Trombunjeri nikad ne pucaju unutar zidina, nego najčešće na Brsaljama ili u Gradskoj luci. Dio su zaštićene nematerijalne svjetske baštine.
Osnivač su i član Saveza povijesnih postrojbi Hrvatske vojske. Višegodišnji predsjednik Trombunjera Antun Knego četvrti je pripadnik povijesnih postrojbi iz Hrvatske koji je imenovan vitezom u europskom Redu svetog Sebastijana.
Obnovom oltarne slike Bogorodice pomažu obnovu Crkve sv. Vlaha povodom 300. godišnjice izgradnje. Sudjeluju na mnogim događajima diljem zemlje poput varaždinskog Špancirfesta i godišnjice obnove djelovanja Hrvatskog sokola. Godine 2016. sudjelovali su u smotri na proslavi dana Grada Požege.

## Vanjske poveznice
- Dubrovački trombunjeri  Arhivirana inačica izvorne stranice od 1. studenoga 2013. (Wayback Machine) (Turistička zajednica grada Dubrovnika)